# Derrick Campbell
Pour les articles homonymes, voir Campbell.
Derrick Campbell, né le 18 février 1972 à Cambridge en Ontario, est un patineur de vitesse sur piste courte canadien.
Il a remporté le titre olympique lors des Jeux olympiques d'hiver de 1998 à Nagano au Japon dans l'épreuve du relais sur 5000 m.

## Palmarès

### Jeux olympiques
- Champion olympique en relais sur 5 000 m aux Jeux olympiques d'hiver de 1998 à Nagano ( Japon)